# Maria Kujawska
Maria Kujawska z domu Rajda (ur. 5 lipca 1893 w Raciborzu, zm. 23 maja 1948 w Pszczynie) – polska i śląska działaczka społeczna i polityczna.

## Życiorys

### Młodość 1893–1921
Urodziła się 5 lipca 1893 roku w Raciborzu w rodzinie śląskiej jako córka Wilhelma Raida (spolszczone Rajda) mistrza szewskiego pochodzącego z sąsiadującej wsi Sudzice (obecnie czeskie Sudice) i Berty z d. Jendrischek gospodyni domowej ze Świdnicy. Ukończenie średniej szkoły „Fräulein Pruss” kształcącej nauczycielki umożliwiło jej podjęcie studiów uniwersyteckich. W 1915 roku wstąpiła na wydział medyczny uniwersytetu wrocławskiego. Spotkała tam grupę studentów polskich pochodzących głównie z Wielkopolski i Śląska i pod ich wpływem zainteresowała się i zafascynowała historią i kulturą polską. Wybrała wtedy polską narodowość. Nauczyła się języka polskiego (który był językiem domowym jej babki) i wstąpiła do tajnej niepodległościowej polskiej organizacji ZET przygotowującej kadry do pracy w przyszłym państwie polskim. W roku akademickim 1917/1918 wraz z grupą polskich studentów studiowała na uniwersytecie w Monachium. Duży wpływ na jej światopogląd wywarł ówczesny wykładowca na tamtejszej katedrze pedagogiki profesor Friedrich Wilhelm Foerster, filozof, etyk, przeciwnik nacjonalizmu i militaryzmu, opierający wychowywanie na rozwijaniu i kształceniu charakteru. Do Wrocławia powróciła w drugiej połowie 1918 roku, ale już w grudniu tego roku musiała ten uniwersytet opuścić. Powodem był konflikt na tle politycznym z nacjonalistycznie nastawionym profesorem Ottonem Küstnerem, kierownikiem kliniki chorób kobiecych i położnictwa gdzie odbywała staż. Studia ukończyła na polskich uniwersytetach w Poznaniu i Krakowie a 15 lipca 1920 roku uzyskała w Warszawie dyplom lekarza. W latach 1920–1922 zaangażowała się w działalność polityczną na Śląsku, gdzie toczyły się zmagania, mające zdecydować o polskiej albo niemieckiej przyszłości tego regionu. Przygotowywała średni personel medyczny tj. pielęgniarki i położne do pracy w przyszłym województwie śląskim. Zorganizowała także polskie związki położnych w wielu powiatach śląskich i brała udział w propolskich akcjach propagandowych poprzedzających plebiscyt. Działalność tę na krótko przerwała w listopadzie 1920 roku w czasie wojny polsko-sowieckiej gdy wyjechała do wsi Horodzieja na Białorusi, gdzie w szpitalu polowym leżał chory na tyfus plamisty jej narzeczony, lekarz podporucznik WP Kazimierz Kujawski. Po odwiezieniu rekonwalescenta do jego rodzinnego domu w Śremie w Wielkopolsce powróciła na Śląsk. W dniu plebiscytu, 20 marca 1921 roku była lekarzem dyżurnym w polskim sztabie plebiscytowym w hotelu Lomnitz w Bytomiu. W trakcie III powstania śląskiego (2/3 maja – 5 lipca 1921) zajmowała się rannymi w kilku punktach sanitarnych oraz prowadziła pociąg sanitarny grupy „Wschód” do szpitala w Sosnowcu. Następnie pracowała w szpitalu polowym w Toszku, a później do stycznia 1922 roku w stopniu porucznika-lekarza w Głównym Szpitalu Wojsk Powstańczych w Mysłowicach. Tam też zorganizowała dla średniego personelu medycznego kurs Czerwonego Krzyża obejmujący poza tematami fachowymi również język polski, historię i literaturę polską. Była jedyną kobietą lekarką biorącą udział w III powstaniu śląskim. W tym czasie ukształtował się jej światopogląd: otwarty, polski patriotyzm i postępowe poglądy społeczne zbliżone do socjaldemokratycznych.
Związek małżeński z Kazimierzem Kujawskim zawarła 16 sierpnia 1921 roku; ich cztery córki także zostały lekarkami.

### Okres 1922–1939
W 1922 roku, w dniu oficjalnego przyłączenia Górnego Śląska do Polski, otrzymała Odznakę Polskiego Towarzystwa Czerwonego Krzyża II stopnia. Mieszkała wówczas w Katowicach i rozpoczęła pracę w przychodni przeciwgruźliczej zorganizowanej przez ówczesne Towarzystwo Polskiego Czerwonego Krzyża, gdzie była zatrudniona aż do wybuchu II wojny światowej. W 1923 roku rodzina przeniosła się do Brzezin Śląskich; jej mąż został tam lekarzem Spółki Brackiej, zaś ona podjęła pracę społeczną m.in. organizując w Brzezinach Koło Towarzystwa Polek. Gdy 1932 roku jej mąż został lekarzem powiatowym w Katowicach, rodzina przeniosła się tam wraz z nim. Zarówno ona, jak i jej mąż byli zwolennikami systemu powszechnej opieki zdrowotnej i nigdy nie podjęli lekarskiej praktyki prywatnej. W okresie międzywojennym brała czynny udział w życiu społecznym Śląska. W 1931 roku została wybrana na II przewodniczącą Towarzystwa Polek. Towarzystwo Polek, współpracujące z ogólnopolskim Związkiem Pracy Obywatelskiej Kobiet, opierało swoją działalność na zasadach chrześcijańskich, a głównym celem tej organizacji było rozbudzanie i umacnianie polskiej świadomości narodowej, podniesienie poziomu kulturowego, aktywizacja zawodowa oraz zapewnienie udziału kobiet w życiu społecznym i politycznym. Była to na Śląsku najliczniejsza organizacja kobieca licząca w 1939 roku 382 koła i 36 760 członkiń. Maria Kujawska pracowała też w innych organizacjach społecznych: była członkiem Zarządu Okręgu Śląskiego PCK i Towarzystwa Walki z Gruźlicą, Towarzystwa Lekarzy Polaków na Śląsku (1932–1939), Związku Gospodarczego Lekarzy Polaków województwa śląskiego (1926 –1934) i Śląskiej Izby Lekarskiej (1934–1939). Należała do grona założycieli Instytutu Śląskiego (1934–1939), placówki kulturalnej wspierającej rozwój nauki i kultury województwa i do komisji rozjemczej rozstrzygającej sprawy sporne Instytutu. Była również aktywna w życiu politycznym Śląska. Uważała, że w okresie budowy nowoczesnego państwa i porozbiorowego scalania trzech dzielnic różniących się kulturą oraz systemami prawnym, potrzebna jest silna władza i zgodnie z tym poglądem popierała program sanacji kierowany na Górnym Śląsku przez wojewodę Michała Grażyńskiego. Należała do Chrześcijańskiego Narodowego Zjednoczenia Pracy (NChZP), ugrupowania powstałego na Śląsku po przewrocie majowym w 1927 roku jako sojusz wyborczy popierający rząd. Była ławnikiem w Głównym Komitecie Wykonawczym tej organizacji. Po rozwiązaniu NChZP w 1937 roku wstąpiła do Obozu Zjednoczenia Narodowego (OZN), gdzie również pełniła funkcję ławnika w Prezydium Okręgu. Została dwukrotnie wybrana do Sejmu Śląskiego II i III kadencji, pełniła tam funkcję sekretarza komisji do spraw wyznań religijnych i oświecenia publicznego jak również skarbnika klubu NChZP. Głównym zadaniem Sejmu Śląskiego było lokalne ustawodawstwo. Była zwolenniczką ujednolicenia przepisów prawnych w całym państwie i niwelowania różnic pomiędzy Śląskiem a innymi dzielnicami. W 1936 roku została wybrana do Rady Wojewódzkiej, naczelnej władzy administracyjnej Śląska. 

### Okres wojenny 1939 –1945
Maria Kujawska jako zagrożona niemieckimi represjami, w drugiej połowie września 1939 roku znalazła się na emigracji w Rumunii, gdzie połączyła się z córkami. Przyjęła propozycję kierowania domem dla polskich matek z dziećmi („Home Suisse pour les enfants polonais”) stworzonym i utrzymywanym przez szwajcarskie towarzystwo charytatywne „Pro Polonia”. Dom ten usytuowano w Crikvenicy na wybrzeżu dalmatyńskim w ówcześnie neutralnej Jugosławii. Brała czynny udział w życiu zgromadzonej wokół domu kolonii uchodźców z Polski. Po zajęciu Dalmacji przez Wehrmacht, w styczniu 1944 roku wszyscy członkowie tej grupy zostali aresztowani, a zdolnych do pracy wywieziono następnie do obozów koncentracyjnych. Wraz z dwiema córkami znalazła się w Ravensbrück (numer obozowy 26 504), gdzie pracowała okresowo w oddziałach szpitalnych i przy badaniu nowo przybyłych. Naczelna pielęgniarka SS zarzucała jej „Humanitätsfimmel” (bzik humanitarny), ale naczelny lekarz SS szanował ją, co wykorzystywała dla starań o poprawę bytu chorych. Nie powiodły się jej pierwsze i zakończone osobistymi represjami starania o lepsze traktowanie kobiet chorych psychicznie. Udało się jej jednak stworzyć względnie ludzkie warunki w prowadzonym przez nią bloku chorych oraz wyjaśnić naczelnemu lekarzowi, że kobiety z Warszawy przywiezione w pierwszych tygodniach powstania nie są terrorystkami i nie należy pozbawiać ich dostępu do i tak bardzo ułomnej obozowej pomocy medycznej. Najbardziej znane zdarzenie miało miejsce w lutym 1945 roku. Maria Kujawska przekonała wówczas komisję SS do odstąpienia od przeprowadzenia selekcji chorych do komory gazowej w kierowanym przez nią 11 bloku szpitalnym. Zdołała wytłumaczyć komisji przeprowadzającej selekcję, że ten blok przeznaczony jest dla rekonwalescentek, wobec czego nie ma w nim ciężko chorych, a selekcja byłaby stratą czasu. Leczyła chore więźniarki nieprzyjęte do „Rewiru” często odbywając wizyty po godzinie policyjnej (zakazie opuszczania baraków po zmroku), co łączyło się z ryzykiem represji. Nazywano ją „Aniołem w Ravensbrück”.

### Okres powojenny
W maju 1945 roku Maria Kujawska powróciła na Śląsk do Pszczyny, gdzie jej mąż, który przeżył wojnę w Generalnej Guberni objął funkcję lekarza powiatowego. Została kierowniczką powiatowego ośrodka zdrowia, zorganizowała w Pszczynie powiatowy oddział PCK, a w sąsiadującej węzłowej stacji kolejowej Dziedzice punkt pomocy dla repatriantów z Zachodu. 28 listopada 1945 roku zmarł jej mąż. Chorowała na niewydolność krążenia, zmarła 23 maja 1948 roku. W 1974 roku jej imię nadano Medycznemu Studium Zawodowemu w Opolu (powstała na jego bazie w 2003 roku Państwowa Medyczna Wyższa Szkoła Zawodowa w Opolu nie przejęła tradycji poprzedniczki). Jest pochowana w grobie rodzinnym w Pszczynie.

## Ordery i odznaczenia
- Krzyż Kawalerski Orderu Odrodzenia Polski (11 listopada 1936)[27][28]
- Srebrna Odznaka TPCK (1922)

## Upamiętnienie
Jest jedną z 30 bohaterek wystawy „60 na 100. SĄSIADKI. Głosem Kobiet o powstaniach śląskich i plebiscycie” poświęconej roli kobiet w śląskich zrywach powstańczych i akcji plebiscytowej (2019; koncepcję wystawy, scenariusz i materiały przygotowała Małgorzata Tkacz-Janik, a grafiki Marta Frej) oraz jedną z bohaterek filmu 5 kobiet Sejmu Śląskiego – fabularyzowanego dokumentu według pomysłu Małgorzaty Tkacz-Janik w reżyserii Macieja Marmoli oraz Kamila Niesłonego.